# Formatge de Tronchón
El formatge de Tronchón o formatge tronchón és una varietat de formatge originària de la localitat aragonesa de Tronxó, (Tronchón en castellà). La seva zona d'elaboració és la regió natural del Maestrat, que s'estén pel sud-est de la província de Terol, pel nord de la província de Castelló i per la part sud de la província de Tarragona, tot i que s'ha propagat per la comarca fins a arribar al País Valencià, on va ser protegit amb una marca de qualitat des del 23 de desembre de 2008.

## Característiques
Elaborat amb llet crua o pasteuritzada d'ovella, de cabra o totes dues, en funció de la disponibilitat del bestiar. Tronchón es prepara amb llet d'ovella de les races rasa aragonesa, guirra i altres. És un formatge de coagulació enzimàtica amb coagulant vegetal herbacol o amb quall, de premsat intens, i té una maduració d'entre 60 i 90 dies. És de forma circular, presentant un forat en forma de volcà en ambdues cares a causa del motlle i un característic dibuix en forma de flor sobre l'escorça. Tot i que el podem trobar fresc, molt sovint està madurat.
Necessita 21 dies per a servar-se i es pot menjar en els quatre mesos posteriors. El seu color varia des del blanc ivori fins al marró clar. Té un pes d'entre mig i dos quilos, amb una pasta elàstica de color blanc ivori o groguenc. Té un profund gust de llet d'ovella, i la seva intensitat depèn de com d'orejat estigui.

## Antecedents
No se sap des de quan s'elabora aquest formatge, però hi ha dades que confirmen que el 1615 ja era un formatge cèlebre. Miguel de Cervantes en fa referència dues vegades, en els capítols LII i LXVI, en la segona part de la seva obra mestra El Quixot,
| «                                                             | Jo com D. QUIXOT I SANCHO, també he menjat formatge de Tronchón, si vostra mercè vol un traguet, tot i que calenta, pur, aquí porto una carbassa plena del que car, amb no sé quantes rajetas de formatge de Tronchón, que serviran de cridaner i despertador de la set, si de cas està dormint. […] van donar fons amb tot el recanvi de les alforges, amb tan bons alens, que van llepar el plec de les cartes, només perquè feia olor de formatge " | » |
| — Miguel de Cervantes. El Quixot - Segona part - Capítol LXVI | |   |